# Xestia kermesina
Xestia kermesina is een vlinder uit de familie uilen (Noctuidae). De wetenschappelijke naam is voor het eerst geldig gepubliceerd in 1869 door Mabille.
De soort komt voor in Europa.